# Le Privé
Pour plus de détails, voir Fiche technique et Distribution.
Le Privé (The Long Goodbye) est un film américain de Robert Altman sorti en 1973. Le film est tiré du roman The Long Goodbye de Raymond Chandler.

## Synopsis
Le détective privé Philip Marlowe (Elliott Gould) est réveillé un soir tard par son chat affamé et ne trouve pas la marque favorite de pâtée de l'animal chez son épicier de nuit. Le chat refuse de manger une boîte de substitution et disparaît. Cette disparition est le point de départ d'une plaisanterie à répétition qui va durer tout au long du film.
Marlowe reçoit alors la visite d'un de ses amis proches, Terry Lennox (Jim Bouton), qui porte des griffures au visage et dit s'être disputé avec son épouse Sylvia. Il demande à Marlowe de le conduire de Los Angeles à la frontière mexicaine à Tijuana.
Deux inspecteurs de police accusent Terry d'avoir assassiné sa riche épouse. Marlowe refuse de répondre à leurs questions et est arrêté. Il est interrogé dans les locaux de la police et refuse de collaborer. Après trois jours de détention, il est relâché : les policiers ont appris le suicide de Terry à Otatoclan au Mexique, et ils arrêtent l'enquête. L'affaire Lennox est classée mais la version officielle ne convainc pas Marlowe. Il apprend d'un collègue détective que sa photo fait la une de tous les journaux.
Marlowe est ensuite engagé par Eileen Wade, une blonde platine mariée à Roger Wade, un romancier en panne d'inspiration, alcoolique et macho, qui affecte la ressemblance avec Hemingway jusqu'à être lui aussi auto-destructeur. Elle demande à Marlowe de retrouver son mari, pourtant un habitué des crises d'alcoolisme (binges) et des disparitions, mais dont l'absence l'inquiète.
Marlowe se rend dans la clinique où Wade suit des cures de désintoxication. Le personnel nie connaître Wade ou même son médecin, le Dr Verringer, pourtant présent dans la salle d'accueil. Revenu de nuit, Marlowe surprend Verringer et Wade en train de se disputer au sujet des retards de paiement de ce dernier pour son traitement. Verringer refuse de laisser Wade partir avant qu'il ait signé un chèque, mais Marlowe le libère et tous deux rentrent auprès d'Eileen. Marlowe apprend que le couple Wade connaissait les Lennox. Il est de plus en plus convaincu que toute la vérité n'a pas été faite concernant le meurtre de Sylvia et le suicide de Terry.
De retour chez lui, il reçoit la visite du gangster Marty Augustine, qui est convaincu que Terry a laissé à Marlowe l'argent qu'il lui doit à savoir 355 000 dollars. Dans un accès de colère, Augustine casse une bouteille de Coca-Cola sur le visage de sa propre maîtresse pour prouver à Marlowe la violence dont il est capable, en disant : « Elle, je l'aime. Toi, je ne t'apprécie pas particulièrement. » Augustine s'en va mais laisse un de ses hommes pour surveiller Marlowe. Il parvient à lui fausser compagnie et suit Augustine qui se rend chez les Wade et le surprend en train de discuter avec Eileen.
Après un voyage au Mexique durant lequel les autorités confirment le suicide de Terry, Marlowe revient chez les Wade, où Roger et le Dr Verringer ont une altercation en public concernant les factures impayées de la clinique. Marlowe reste seul avec Eileen mais sa tentative de séduction s'interrompt quand ils voient Roger Wade, complètement ivre, qui descend sur la plage et entre dans l'océan. Marlowe et Eileen se jettent dans les vagues mais Wade disparait dans le Pacifique assombri par la nuit. Eileen bouleversée confesse à Marlowe que Roger avait eu une relation avec Sylvia et qu'il pourrait être son assassin. Marlowe rapporte cela aux policiers, qui rejettent cette accusation, Roger ayant un solide alibi.
Marlowe se rend chez Augustine. Il ne sait toujours pas ce que Terry a fait de l'argent. Alors que les hommes d'Augustine s'apprêtent à le torturer (sur un ordre du gangster fou, ses hommes se déshabillent, et Augustine veut faire "couper" Marlowe) le sac contenant l'argent apparait : il a été rapporté par Eileen. Augustine pardonne à Marlowe, lui rend son billet "James Madison" et le laisse partir. Marlowe tente de rattraper en courant la voiture d'Eileen mais est heurté par un autre véhicule. Il se réveille à l'hôpital, où un autre patient lui donne un harmonica.
Après s'être remis, Marlowe retourne au Mexique, où il soutire la vérité aux policiers en les corrompant. Ils avouent avoir fait croire au suicide de Terry et reconnaissent qu'il est encore en vie dans une villa mexicaine. Marlowe le retrouve. Terry admet avoir tué Sylvia, révèle qu'il a une liaison avec Eileen et traite Marlowe de « perdant né » (born loser). Marlowe répond « Ouais, j'ai même perdu mon chat » (Yeah, I even lost my cat) et descend Terry. Le corps de Terry tombe dans la piscine rustique, et flotte. Marlowe repart tranquillement à pied, croise (en la toisant) Eileen qui arrive en voiture pour rejoindre Terry, et poursuit son chemin : il sort son harmonica pour jouer le thème du film et disparait en gambadant, au bout d'une route ombragée d'arbres en tunnel. Alors que le générique final se déroule, retentit la célèbre chanson : "Hooray for Hollywood" (1937) de Richard A. Whiting et Johnny Mercer, chantée par Johnnie Davis et Frances Langford.

## Fiche technique
- Titre : Le Privé
- Titre original : The Long Goodbye
- Réalisation : Robert Altman
- Scénario : Leigh Brackett, d'après le roman de Raymond Chandler
- Musique : John Williams
- Image : Vilmos Zsigmond
- Montage : Lou Lombardo
- Assistant réalisateur : Tommy Thompson
- Second assistant réalisateur : Alan Rudolph
- Maquillage : Bill Miller
- Genre : Néo-noir[2], policier, comédie
- Durée : 112 minutes
- Pays de production :  États-Unis
- Date de sortie : 7 mars 1973 (États-Unis)
- Affiche : Jouineau Bourduge (France)

## Distribution
- Elliott Gould (VF : Claude Joseph) : Philip Marlowe
- Nina van Pallandt (en) (VF : Marion Loran) : Ellen Wade
- Sterling Hayden (VF : Jacques Berthier) : Roger Wade alias Billy Joe Smith
- Mark Rydell (VF : Maurice Sarfati) : Marty Augustine
- Henry Gibson (VF : Roger Crouzet) : le docteur Verringer
- David Arkin (VF : Jacques Bernard) : Harry
- David Carradine (VF : Philippe Dumat) : Dave, dit Socrate
- Arnold Schwarzenegger : Hood (non crédité)
- Jim Bouton (VF : Francis Lax) : Terry Lennox
- Steve Coit (VF : Alain Dorval) : le lieutenant Farmer
- Warren Berlinger (VF : Roger Lumont) : Morgan
- Sally Field (VF : Monique Thierry) : Sybille Tucsley

## Autour du film
- Le film a été très mal reçu : devant la froideur de l’accueil des critiques (lors des projections réservées à la presse) – et l’absence du public lors de la sortie dans quelques grandes villes américaines, le film est retiré au dernier moment avant sa sortie à New York. Il ressort six mois plus tard, après une analyse de l’échec[3] et une préparation publicitaire intense, en particulier une nouvelle affiche signée Jack Davis, dessinateur dans Mad. Même alors, le film n’obtient qu’un succès d’estime et se situe loin derrière les dix grands succès de 1973[4]
- L’affiche du film montre Elliott Gould brandissant un revolver de la main gauche - alors que la seule utilisation d’une arme de poing par Marlowe (c’est d’ailleurs un petit automatique, et tenu de la main droite) a lieu lors du meurtre final, et est très fugace. Légende de l’affiche (attribuée à Philip Marlowe) : « Nothing says good-bye like a bullet…  » (« Rien ne dit au-revoir aussi bien qu’une balle… »)
- Philip Marlowe a été le personnage de 10 films entre 1942 et 1978, et Gould le dispute à Humphrey Bogart (The Big Sleep 1946), Dick Powell (Adieu, ma belle, 1944), et Robert Mitchum (Farewell My Lovely 1975 et The Big Sleep 1978).
- C'est la deuxième fois que la scénariste du film, Leigh Brackett, adaptait un roman de Chandler au cinéma. Presque trente ans auparavant, avec William Faulkner et Jules Furthman, elle avait scénarisé l'adaptation du Grand sommeil dirigée par Howard Hawks.
- Débutants : Arnold Schwarzenegger (un homme de main du gangster Marty Augustine) – et le chat roux Morris, déjà vedette « most finicky » (« la plus difficile sur la nourriture ») des publicités pour les boites de nourriture pour chat 9 lives[5]. La performance de Gould et de Morris le Chat lors de la longue scène d’introduction a été saluée par les critiques, par ailleurs réservés sur le reste du film.

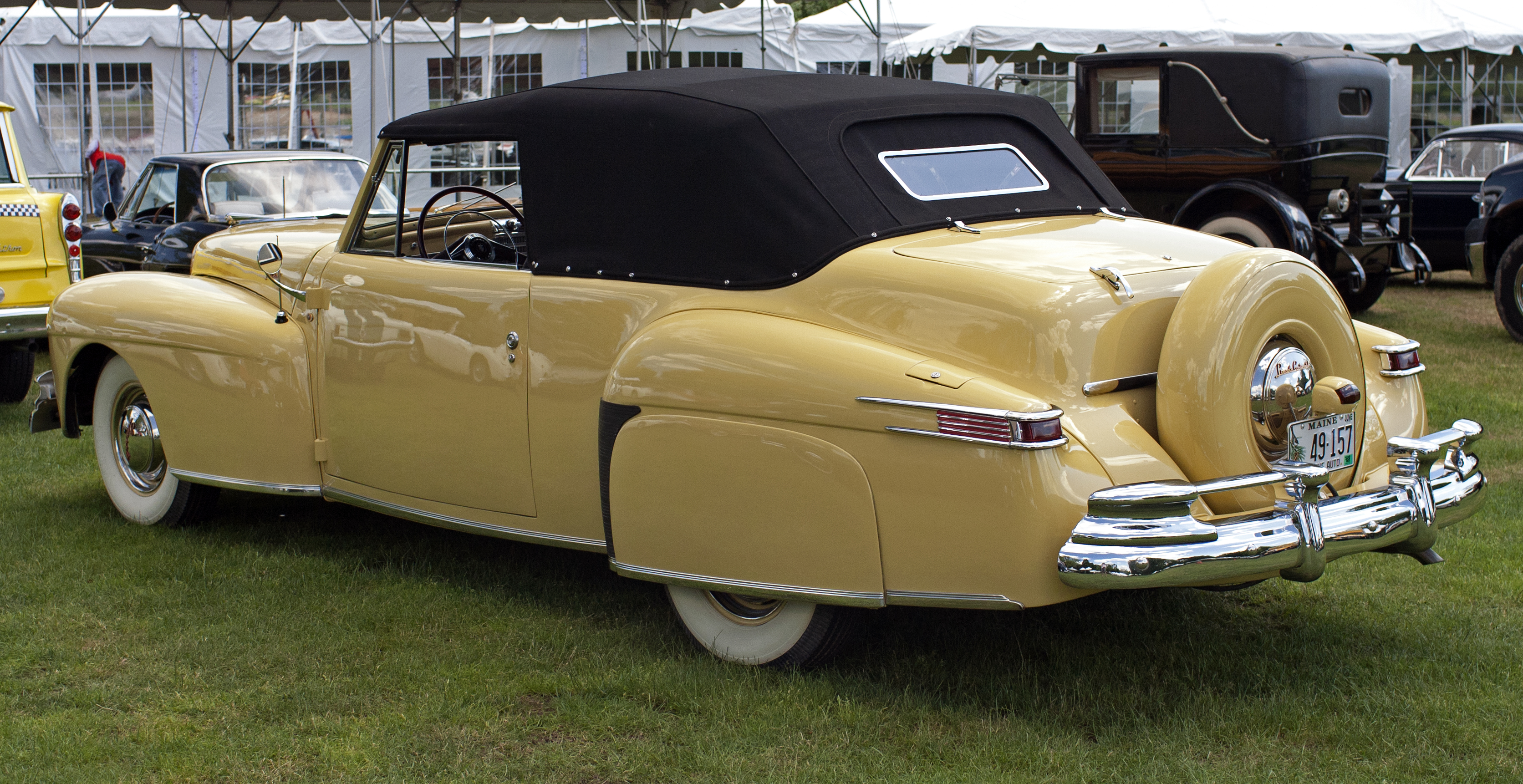
La Lincoln Continental Convertible modèle 1948 (1re génération), une luxueuse voiture de collection (produite à environ 500 exemplaires).

- Altman a voulu décrire un Marlowe en retard (moralement et pratiquement) de 20 ans sur son époque, les années 1970[6] : il repousse gentiment les avances de ses jolies voisines baba cool et prétend que leurs H-cookies risquent de lui donner mal à l’estomac, il fume sans arrêt alors que la mode est maintenant à l’abstinence de tabac, il conduit une Lincoln Continental Convertible (mais ne l’utilise qu’une fois pour aller au Mexique), il porte une cravate décorée de drapeaux américains, et la donne à garder à Mrs Wade[7] lorsqu’il plonge dans les rouleaux de Malibu pour essayer de sauver son mari.
- Altman n’a pu engager Elliott Gould (United Artists voulait Robert Mitchum ou Lee Marvin) qu’en lui faisant fournir un certificat médico-psychologique rassurant : l'acteur avait eu une conduite aberrante lors d’un tournage précédent, et était sur la liste noire des producteurs depuis deux ans.
- Altman a laissé Sterling Hayden improviser : il jouait parfaitement son rôle de géant alcoolique à la fois effrayant et pitoyable car il était saoul et drogué au cannabis la plupart du temps.
- La place des femmes dans le film : les voisines de Marlowe sont des hippies, oisives et la plupart du temps sous drogue ; Lennox a défoncé le visage de son épouse jusqu'à la tuer ; Marty Augustine casse une bouteille en verre sur le nez de sa belle maîtresse simplement parce qu’elle apparaît au mauvais moment (et on ne la reverra qu’avec un plâtre sur le nez) ; Eileen Wade est une garce qui pousse son mari au suicide, aguiche Marlowe et le fait courir après sa décapotable, et est complice d’un meurtre et d’une usurpation d’identité.
- Scènes filmées chez les Wade à travers plusieurs épaisseurs de vitres (ce qui les rend irréelles et distanciées) : lorsque Wade, ivre, veut affronter sa femme à propos de son alcoolisme et de son impuissance (à écrire – et sexuelle), il demande à Marlowe d’« aller compter les rouleaux » (on voit Marlowe sur le sable mouillé, trempant le bout de ses chaussures dans l’écume, et l’on entend les vagues du Pacifique battre la plage régulièrement). Plus tard, à la nuit tombée, alors que Marlowe et Eileen (qui pensent que Wade dort) sont seuls dans la chambre à coucher, on voit Wade descendre sur la plage en vacillant et entrer dans la mer en ricanant.